# Muragachha
Muragachha é uma vila no distrito de North 24 Parganas, no estado indiano de Bengala Ocidental.

## Demografia
Segundo o censo de 2001, Muragachha tinha uma população de 9790 habitantes. Os indivíduos do sexo masculino constituem 51% da população e os do sexo feminino 49%. Muragachha tem uma taxa de literacia de 74%, superior à média nacional de 59,5%: a literacia no sexo masculino é de 79% e no sexo feminino é de 68%. Em Muragachha, 12% da população está abaixo dos 6 anos de idade.